# Зубрицький Гнат Антонович
Зубрицький Гнат Антонович (нар. 20 березня 1897 р., с. Комарники Турківський повіт — пом. 18 грудня 1989 р., Винники) — учасник національно-визвольних змагань 1918—1921 рр., учасник бою під Крутами, старшина Запорізької дивізії армії УНР.

## Життєпис
У 1914 році Гнат Зубрицький був вивезений відступальними російськими військами в Росію. Навчався в Ростовській гімназії.
Під час наступу військ Муравйова на Київ Гнат Зубрицький записався добровільно до військового загону української молоді. Так він потрапив під Крути, де 29 січня 1918 р. відбувся бій із 6000-м більшовицьким угрупуванням. У день бою Гната і ще кількох юнаків призначили до спеціальної команди підривників, яка отримала завдання знищити міст. Коли завдання було виконане, стрілянина з боку студентів на полі припинилася, 300 загинули.
Після цього Г. Зубрицький повернувся в Київ, а після звільнення Києва від більшовиків брав участь у похованні жертв — героїв Крут на Аскольдовій горі. Деякий час був старшиною для особливих доручень у голови Української Центральної Ради М. Грушевського.
За правління Гетьманату викладав на курсах української мови для начальників залізничних станцій. Потім вступив до Запорізької дивізії армії УНР. Під час повстання проти німців і гетьмана в м. Січеславі (Дніпро) брав участь у роззброєнні німецьких військових частин. Був призначений скарбничим штабу Запорізької дивізії. Пройшов довгий шлях під час відступу української армії аж до румунського кордону. У складі української армії був у «трикутнику смерті», коли на армію УНР наступали москалі (Червона армія, Біла армія Денікіна) і поляки. Захворів на тиф.
У 1923 році екстерном склав іспити за курс гімназійної освіти в Перемишлі. Рік навчався в таємному Українському університеті у Львові, а після його розгрому — у Львівському університеті, який закінчив 1927 року з кваліфікацією «викладач історії і суспільних наук в середніх закладах освіти». Володів грецькою, латинською, німецькою, польською, російською мовами.
Після закінчення університету працював учителем приватної гімназії в м. Чорткові (1927—1928 рр.), в приватній Турківській гімназії (1928—1929 рр.), вчителем у державній народній школі Борислава (з 1929 р.), а в 1934—1937 рр. на посаді директора цієї школи. 1937 р. переїхав із сім'єю до Дрогобича, де працював учителем, а в 1940—1941 рр. — інспектором шкіл Дрогобицького міськвно.
1957 р. вийшов на пенсію, мешкав у Дрогобичі, а з 1971 р. — у Винниках. Помер у Винниках, похований на Винниківському цвинтарі.